# 프라이부르크현

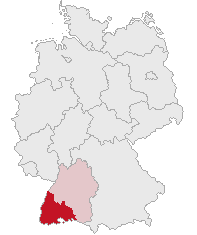
독일에서 프라이부르크 현의 위치

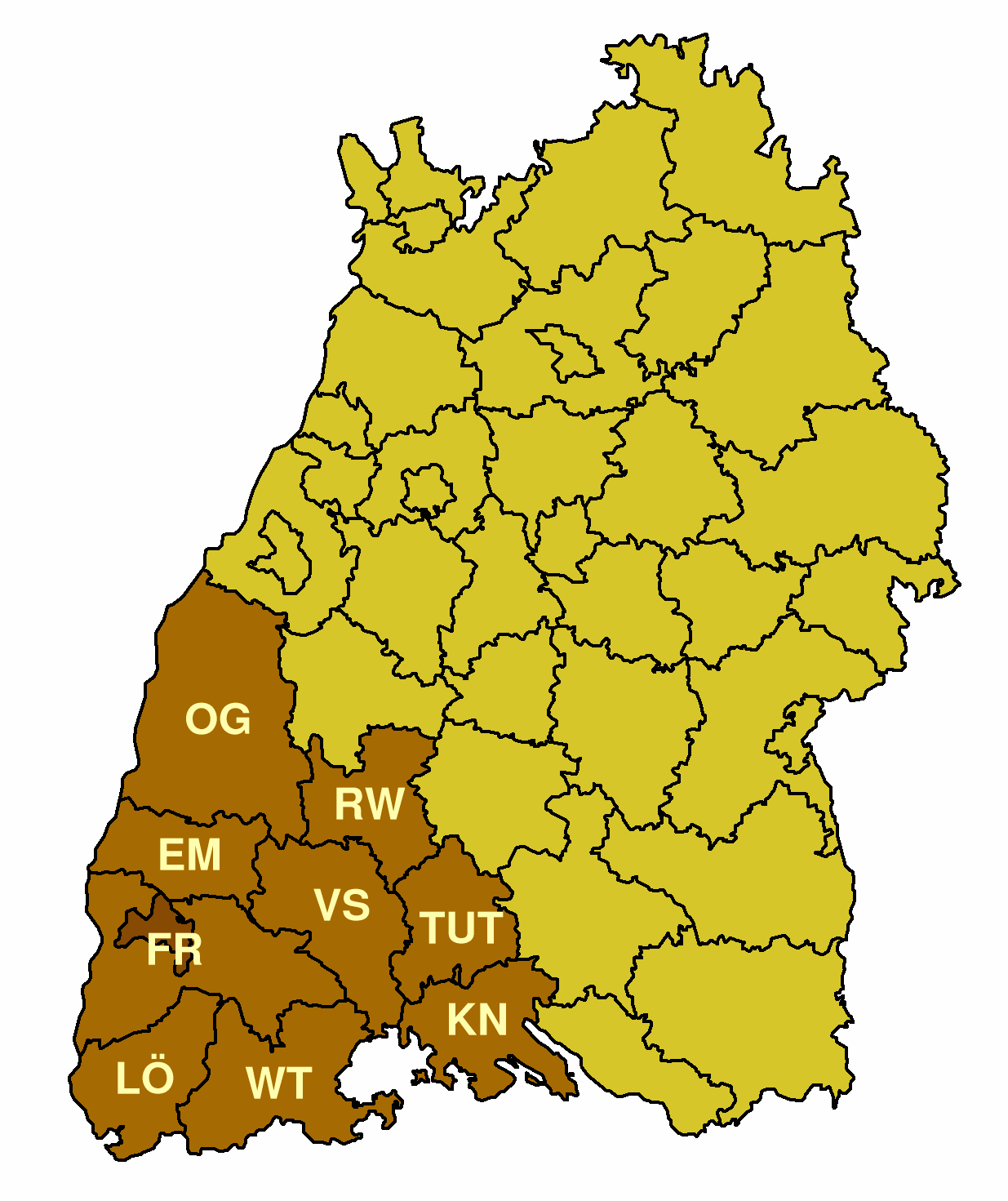
바덴뷔르템베르크 주에서 프라이부르크 현의 위치

프라이부르크현(독일어: Regierungsbezirk Freiburg)은 독일 바덴뷔르템베르크주 남서부에 위치한 현(Regierungsbezirk)으로 현도는 프라이부르크임브라이스가우이며 면적은 9,347km2, 인구는 2,207,106명(2011년 기준), 인구 밀도는 240명/km2이다. 9개 군(Landkreise), 1개 시(Kreisfreie Städte)를 관할한다.

## 하위 행정 구역

### 군(Landkreise)
1. 브라이스가우호흐슈바르츠발트군(Breisgau-Hochschwarzwald)
2. 엠멘딩겐군(Emmendingen)
3. 콘스탄츠군(Konstanz)
4. 뢰어라흐군(Lörrach)
5. 오르테나우군(Ortenaukreis)
6. 로트바일군(Rottweil)
7. 슈바르츠발트바르군(Schwarzwald-Baar)
8. 투틀링겐군(Tuttlingen)
9. 발주트군(Waldshut)

### 시(Kreisfreie Städte)
1. 프라이부르크임브라이스가우시(Freiburg im Breisgau)